# Parli
Parli es una ciudad y municipio situada en el distrito de Beed en el estado de Maharashtra (India). Su población es de 90975 habitantes (2011). 

## Demografía
Según el censo de 2011 la población de Parli era de 90975 habitantes, de los cuales 46975 eran hombres y 44000 eran mujeres. Parli tiene una tasa media de alfabetización del 84,40%, superior a la media estatal del 82,34%: la alfabetización masculina es del 90,23%, y la alfabetización femenina del 78,27%.